# Bay Alajos
Bay Alajos (Pest, 1864. március 1. – Budapest, 1935. március 16.) festő, szobrász, vívóedző.

## Életútja
Bay Jeromos és Bay Mária fiaként született. A budapesti mintarajziskolában Aggházy Gyula növendéke volt, ezt követően a milánói akadémia növendéke volt. Később Münchenben, majd Nagybányán tanult Hollósy Simonnál 1900-tól számos tájképet állított ki budapesti tárlatokon. Ő festette a Ludovika Akadémia dísztermét is. Halálát orbánc és szívizomelfajulás okozta. Felesége Doktor Irén volt.